# Украинка (Хабаровский край)
Украи́нка — село в Амурском районе Хабаровского края. Входит в состав Литовского сельского поселения.

## География
Расположена примерно в 5 км к западу от посёлка Литовко.

## Население
| 1992 | 2002 | 2010 | 2011 | 2012 | 2021 |
| ---- | ---- | ---- | ---- | ---- | ---- |
| 523  | ↗621 | ↘105 | ↘104 | ↘97  | ↘60  |